# 페르 실랸 셸브레드
페르 실랸 셸브레드(노르웨이어: Per Ciljan Skjelbred, 1987년 6월 16일 ~ )는 노르웨이의 축구 선수로 포지션은 미드필더이다. 현재는 로센보르그에서 뛰고 있다.